# Ichneumon leucopalpus
Ichneumon leucopalpus là một loài tò vò trong họ Ichneumonidae.